# فهرست تحریم‌های المپیک
بازی‌های المپیک بزرگ‌ترین رویداد ورزشی جهان است.
آفریقای جنوبی به بازی‌های ۱۹۶۴ دعوت نشد، در حالی که دعوت آن برای بازی‌های ۱۹۶۸ پس از تهدید چندین کشور آفریقایی دیگر به تحریم بازی‌ها به دلیل آپارتاید لغو شد. آفریقای جنوبی تا سال ۱۹۹۲ اجازه بازگشت به بازی‌های المپیک را نداشت. رودزیا همچنین از ورود به بازی‌های المپیک تابستانی ۱۹۷۲ ممانعت به عمل آورد که کمیته بین‌المللی المپیک در پی اعتراض سایر کشورهای آفریقایی دعوت آن را پس گرفت. نیمی از آفریقا بازی‌های المپیک تابستانی ۱۹۷۶ را به دلیل ناکامی نیوزلند در تحریم آفریقای جنوبی تحریم کردند.
یحتمل مهم‌ترین و معروفترین تحریم المپیک مربوط به سال‌های ۱۹۸۰ و ۱۹۸۴ است که در خلال جنگ سرد و وقایعی همچون جنگ شوروی در افغانستان، بسیاری از کشورها المپیک را تحریم جمعی نمودند.
در ۲۰۲۱, برخی از کشورها بازی‌های المپیک زمستانی ۲۰۲۲ را در اعتراض به نسل‌کشی اویغورها تحریم دیپلماتیک کردند، بنابراین بسیاری از مقامات دولتی از حضور رسمی در بازی‌ها منع می‌شوند و در عین حال به ورزشکاران اجازه رقابت می‌دادند.بعداً، هند به بایکوت بر سر تصمیم چین برای انتخاب Qi Fabao، یک فرمانده هنگ در ارتش آزادی‌بخش خلق به عنوان یک مشعل‌دار برای این رویداد پیوست.

## فهرست تحریم کامل بازی‌های المپیک یا عدم حضور کامل
| المپیاد | سال  | کشور                | شهر      | کشور(های) تحریم‌گر | کشور(های) تحریم‌گر                                        |
| المپیاد | سال  | کشور                | شهر      | فهرست | نقشه                                                     |
| ------- | ---- | ------------------- | -------- | --- | -------------------------------------------------------- |
| XI      | ۱۹۳۶ | آلمان               | برلین    | 1. Ireland (به علت تصمیم اتحادیه بین‌المللی فدراسیون‌های دو و میدانی مبنی بر عدم صلاحیت ورزشکاران ایرلند شمالی کنار کشید) 2. اسپانیا (درگیر در جنگ داخلی اسپانیا) | Countries withdrawing from the 1936 Games are shaded red |
| XVI     | ۱۹۵۶ | استرالیا            | ملبورن   | 1. مصر 2. عراق 3. لبنان 4. هلند 5. کامبوج 6. اسپانیا 7. سوئیس 8. چین | Countries boycotting the 1956 Games are shaded blue      |
| XVIII   | ۱۹۶۴ | ژاپن                | توکیو    | 1. کره شمالی 2. اندونزی 3. چین | Countries boycotting the 1964 Games are shaded red       |
| XXI     | ۱۹۷۶ | کانادا              | مونترآل  | 1. الجزایر 2. بنین 3. میانمار 4. کامرون 5. جمهوری آفریقای مرکزی 6. چاد 7. جمهوری کنگو 8. مصر 9. اتیوپی 10. گابن 11. گامبیا 12. غنا 13. گویان 14. عراق 15. کنیا 16. لیبی 17. لسوتو 18. ماداگاسکار 19. مالاوی 20. مالی 21. مراکش 22. نیجر 23. نیجریه 24. تایوان 25. سومالی 26. سری‌لانکا 27. سودان 28. اسواتینی 29. تانزانیا 30. توگو 31. تونس 32. اوگاندا 33. بورکینافاسو 34. زامبیا | Countries boycotting the 1976 Games are shaded blue      |
| XXII    | ۱۹۸۰ | اتحاد جماهیر شوروی  | مسکو     | 1. آلبانی (بدون ارائه دلیل) 2. آنتیگوآ و باربودا 3. آرژانتین 4. باهاما 5. بحرین 6. بنگلادش 7. باربادوس 8. هندوراس بریتانیا 9. برمودا 10. بولیوی 11. کانادا 12. جزایر کیمن 13. جمهوری آفریقای مرکزی 14. چاد 15. شیلی 16. چین 17. مصر 18. السالوادور 19. فیجی 20. گابن 21. گامبیا 22. غنا 23. هائیتی 24. هندوراس 25. هنگ کنگ 26. اندونزی 27. ایران 28. اسرائیل 29. ساحل عاج 30. ژاپن 31. کنیا 32. کره جنوبی 33. لیبریا 34. لیختن‌اشتاین 35. مالاوی 36. مالزی 37. موریتانی 38. موناکو 39. موریس 40. مراکش 41. آنتیل هلند 42. نیجر 43. یمن شمالی 44. نروژ 45. پاکستان 46. پاناما 47. پاپوآ گینه نو 48. پاراگوئه 49. فیلیپین 50. قطر 51. عربستان سعودی 52. سنگاپور 53. سومالی 54. سودان 55. سورینام 56. اسواتینی 57. چین تایپه / تایوان (اعتراض به تصمیم کمیته المپیک) 58. تایلند 59. توگو 60. تونس 61. ترکیه 62. امارات متحده عربی 63. ایالات متحده آمریکا 64. جزایر ویرجین ایالات متحده آمریکا 65. اروگوئه 66. آلمان غربی 67. زئیر |                                                          |
| XXIII   | ۱۹۸۴ | ایالات متحده آمریکا | لس آنجلس | 1. اتحاد جماهیر شوروی 2. بلغارستان 3. آلمان شرقی 4. مغولستان 5. ویتنام 6. لائوس 7. چکسلواکی 8. افغانستان 9. مجارستان 10. لهستان 11. کوبا 12. یمن جنوبی 13. کره شمالی 14. اتیوپی 15. آنگولا 16. آلبانی (بدون ارائه دلیل) 17. ایران 18. بورکینافاسو 19. لیبی | Countries boycotting the 1984 Games are shaded blue      |
| XXIV    | ۱۹۸۸ | کره جنوبی           | سئول     | 1. اتیوپی (به دعوتنامه پاسخ نداد) 2. نیکاراگوئه (مالی) 3. ماداگاسکار (مالی) 4. کوبا 5. آلبانی (به دعوتنامه پاسخ نداد) 6. کره شمالی 7. سیشل (به دعوتنامه پاسخ نداد) | Countries boycotting the 1988 Games are shaded blue      |

## لیست عدم حضور مقامات دولتی یا تحریم‌های دیپلماتیک بازی‌های المپیک
در زیر فهرست کشورهایی است که هیئت های رسمی به بازی ها نفرستادند، اما اجازه حضور ورزشکاران خود را دادند:
| بازیها                      | سال  | کشور | شهر   | تحریمگر(ان) | تحریمگر(ان) |
| بازیها                      | سال  | کشور | شهر   | List | Map         |
| --------------------------- | ---- | ---- | ----- | --- | ----------- |
| XXXII                       | ۲۰۲۰ | ژاپن | توکیو | 1. کره شمالی (بهانه پزشکی) |             |
| بازی‌های المپیک زمستانی ۲۰۲۲ | ۲۰۲۲ | چین  | پکن   | 1. لیتوانی 2. ایالات متحده آمریکا 3. استرالیا 4. بریتانیا 5. کانادا 6. کوزوو 7. بلژیک 8. استونی 9. تایوان 10. دانمارک 11. هند |             |

## دیگر موارد
طی بازی‌های پارالمپیک زمستانی ۲۰۱۴ در روسیه، ایالات متحده آمریکا و بریتانیا به صورت دیپلماتیک و کل هیئت اوکراینی، به جز پرچمدارش در مراسم افتتاحیه، به دلیل الحاق روسیه به کریمه و نقض آتش‌بس المپیک این مراسم را تحریم کردند.